# رادتزکی (کشتی بخار)
رادتزکی (کشتی بخار) (به انگلیسی: Radetzky (steamship)) یک کشتی است که طول آن 57.40 m می‌باشد. این کشتی در سال ۱۸۵۱ ساخته شد.